# 大江駅 (重慶市)
大江駅（だいこう-えき）は、中華人民共和国重慶市巴南区にある重慶軌道交通2号線の駅である。 駅番号は2/24。

## 歴史
- 2014年12月30日 開業

## 駅構造
相対式ホーム2面2戦の高架駅。
| 2号線ホーム (2F) | 相対式ホーム            |
| 2号線ホーム (2F) | ←2号線 大坪・較場口方面 |
| 2号線ホーム (2F) | 2号線 魚洞方面→         |
| 2号線ホーム (2F) | 相対式ホーム            |